# Vicente Mota Neto
Vicente Mota Neto (Moçoró, 6 de novembro de 1914 — ?) foi um político brasileiro. Filho de Francisco Vicente Cunha da Mota e de Maria Marcília Miranda Mota, exerceu o mandato de deputado federal constituinte pelo Rio Grande do Norte em 1946.
Bacharelou-se pela Faculdade de Direito do Ceará em 1936.
Antes de entrar para a carreira política, foi promotor público, em 1936, e secretário da prefeitura. Em 1945, tornou-se prefeito da cidade de Moçoró. Foi casado com Alba Mota.

## Carreira política
Foi eleito deputado na Assembleia Nacional Constituinte e representou o estado do Rio Grande do Norte pelo do Partido Social Democrático (PSD). Assumiu o mandato em 1946.
Concorreu à reeleição em 1950 pela da Aliança Democrática, mas obteve apenas a primeira suplência.
Apesar de ter deixado a Câmara em 1951, voltou a ocupar uma cadeira em março do mesmo ano, antes pertencente pelo deputado federal João Café Filho. No ano seguinte, licenciou-se e foi substituído por Valfredo Gurgel.
Em 1954, pelo Partido Social Democrático (PSD), concorreu à Assembléia Legislativa do Rio Grande do Norte. Conseguiu o cargo.
Ao final de seu mandato, deixou a Câmara dos Deputados, em 1955. Mais tarde, conseguiu uma cadeira na Assembléia estadual, tornando-se o segundo-vice-presidente.
Nas eleições de 1958, Neto foi o segundo deputado estadual mais votado. Em 1961, tornou-se o primeiro-vice-presidente da Assembléia Legislativa, onde continuou até o término de seu mandato, em 1963.

Com a extinção dos partidos políticos, em 1964, e a instauração do bipartidarismo, Neto filiou-se ao Movimento Democrático Brasileiro (MDB).